# Handwörterbuch zur deutschen Rechtsgeschichte
Das Handwörterbuch zur deutschen Rechtsgeschichte, kurz HRG, gilt als das führende Nachschlagewerk zur deutschen Rechtsgeschichte. Es bietet in alphabetisch geordneten Artikeln möglichst allgemeinverständliche Erläuterungen zu rechtshistorischen, historischen und juristischen Fachbegriffen, Begebenheiten und Persönlichkeiten. Der zeitliche Rahmen reicht von der Antike bis in die Gegenwart, wobei ein Schwerpunkt auf der Zeit seit dem Mittelalter liegt. Zielgruppe sind neben Rechtshistorikern, Historikern, Theologen und Mediävisten Interessierte aus allen historisch arbeitenden Disziplinen. Das Werk erscheint im Erich Schmidt Verlag Berlin.

## Erste Auflage
Die erste Auflage des HRG erschien zwischen 1964 und 1998 in vierzig Lieferungen, die in insgesamt fünf Bänden zusammengefasst wurden. Der erste Band war 1971 fertiggestellt, die weiteren 1978, 1984, 1990 und 1998. Begründet wurde das Werk von Wolfgang Stammler, der 1960 die Idee zu diesem Handwörterbuch hatte, Adalbert Erler und Ekkehard Kaufmann. Herausgegeben wurde es nach Stammlers Tod von Adalbert Erler, Ekkehard Kaufmann und Dieter Werkmüller unter philologischer Mitarbeit von Ruth Schmidt-Wiegand.

## Zweite Auflage
Seit 2004 entsteht nach eingehender Vorarbeit die zweite Auflage des HRG. Sie wurde herausgegeben von Albrecht Cordes, Hans-Peter Haferkamp (ab 2012), Heiner Lück und Dieter Werkmüller sowie Ruth Schmidt-Wiegand, ab 2009 mit Christa Bertelsmeier-Kierst als philologischer Beraterin. Für die Lieferung 29, die im Mai 2022 erschienen ist, lautet die Reihe der Herausgeber: Albrecht Cordes, Hans-Peter Haferkamp, Bernd Kannowski, Heiner Lück, Heinrich de Wall, Dieter Werkmüller und Christa Bertelsmeier-Kierst als philologische Beraterin. Die Neuauflage, an der inzwischen über 590 Fachautoren beteiligt sind, soll sechs Bände umfassen. Die Artikel werden durchgängig neu bearbeitet, um neue wissenschaftliche Erkenntnisse aus den 50 Jahren seit Entstehung der ersten Lieferungen der Vorauflage voll berücksichtigen zu können. Zahlreiche Lemmata sind zudem neu hinzugekommen. Im Vergleich zur Vorauflage wird die jüngere Geschichte verstärkt einbezogen und der europäische Kontext deutlicher betont.
Die ersten drei Bände dieser Auflage erschienen in den Jahren 2008, 2012 und 2016. Sie bestehen aus den insgesamt 24 Lieferungen der Jahre 2004 bis 2016 und umfassen die Stichwörter „Aachen“ bis „Geistliche Bank“ (Band 1), „Geistliche Gerichtsbarkeit“ bis „Konfiskation → Vermögenseinziehung“ (Band 2) und „Konfliktbewältigung“ bis „Nowgorod“ (Band 3). Band 4 beginnt mit dem Stichwort „Nüchternheit, nüchtern“. Ihm sollen noch zwei weitere Bände folgen, die das Werk bis voraussichtlich 2028 vervollständigen werden. Parallel zur Druckfassung entsteht die digitale Fassung des Handwörterbuchs.